# John Robert Thomson
John Robert Thomson (Paramaribo, 28 september 1853 – Den Haag, 4 mei 1933) was een Surinaams onderwijzer, auteur en politicus.
Hij werd geboren als zoon van Robert Thomson en Johanna Theresia Wilhelmina Eichel. Hij was onderwijzer bij de Hendrikschool voor hij in 1904 benoemd werd tot hoofd van de Emmaschool. Eind 1905 werd hij daarnaast lid van de Koloniale Staten. Bij tussentijdse verkiezingen was hij gekozen als opvolger van het overleden Statenlid K.H. Bergen. Vanaf 1910 was Thomson lange tijd hoofd van de Willemschool. In 1918 werd hij vicevoorzitter van de Koloniale Staten en in de periode van 1920 tot 1922 was hij daar de voorzitter. Bij de parlementsverkiezingen van 1922 was hij niet herkiesbaar en in 1923 ging hij met pensioen. Hij overleed in Nederland in 1933 op 79-jarige leeftijd.
Thomson is de auteur van de boeken:
- Overzicht der geschiedenis van Suriname
- Gouverneur Johan Jacob Mauricius op zijn lijdensweg

Hij trouwde in 1883 met Caroline Julie Samson (*1865) wier moeder in 1826  gemanumitteerd was.